# Lingua Gujari
La lingua Gurjari, conosciuta anche come Gojri (ગુજરી, गुर्जरी, nq|گُوجَری) è una varietà delle lingue indo-arie parlate dai Gurjar ed altre tribù dell'India, Pakistan e Afghanistan.
La lingua è parlata per lo più in Jammu e Kashmir, Himachal Pradesh, Haryana, Uttarakhand, Rajasthan, Gujarat, Punjab, Delhie altre parti dell'India. Il governo di Jammu e Kashmir l'aveva riconosciuta come lingua includendola nel sesto programma della costituzione dello stato.